# Collado de las Obsidianas
Der Collado de las Obsidianas (spanisch für Obsidianhügel) ist ein Hügel auf Deception Island im Archipel der Südlichen Shetlandinseln. Er ragt südöstlich des Valle Ciego im Westen der Insel auf.
Spanische Wissenschaftler benannten ihn nach dem hier gefundenen vulkanischen Glas.